# Mistr královské komory
Mistr královské komory (latinsky magister camerae regalis) byl královským úředníkem zastřešujícím správu všech královských finančních příjmů srovnatelný s pozdějším ministrem financí. Neměl však přímý dozor nad jednotlivými hospodářskými odvětvími. Měl také na starosti případné úvěry k zajištění potřebných financí. V Českém království vznikl v polovině 14. století. Protože patřil (podobně jako hofmistr) k nejdůležitějším královským úřadům, panovník ho obsazoval předními šlechtici, ke kterým měl důvěru. V roce 1527 se ústředním finančním úřadem stala česká komora, kterou tvořilo pětičlenné kolegium radů s prezidentem v čele. Evidenci příjmů a vydání (uzávěrky a vyúčtování) prováděl mistr komory, nástupce starých mistrů královské komory, který měl právo účastnit se všech jednání kolegia a prakticky se stal šestým radou české komory. Podle nových instrukcí pro českou komoru z roku 1548 se jmenoval rentmistr.
Blízkým spolupracovníkem mistra královské komory byl písař královské komory.

## Seznam (nejvyšších) mistrů královské komory Českého království
- 1350–1361 Zbyněk Zajíc z Hazmburka[1] († 1368)
- (1353–1356 Jan Jošt z Vartenberka)
- (1353 Markvart z Vartenberka na Kosti)
- 1361–1383 Těma z Koldic[1]
- 1386 Jindřich z Dubé
- 1395 Fridrich z Oettingu
- 1390–1397 Burchard Strnad z Vinterberka
- 1402 Heřman z Choustníka
- 1404 Bušek Calta z Kamenné Hory
- 1409 Beneš z Chustníka
- 1418 Janek ze Smilkova
- 1425 Albrecht z Koldic
- 1454–1457 Zbyněk Zajíc z Hazmburka
- 1459 Dětřich z Janovic a z Chlumce
- 1472–1488 Burian II. z Gutštejna na Nečtinách a Tachově
- 1522–1523 Radslav Beřkovský z Šebířova na Libochově
- 1525 Jan Bezdružický z Kolowrat
- 1527–1530 Mikuláš Hýzrle z Chodů na Cholupicíh
- 1527–1553 Albrecht Šlik na Lokti a Kadani
- 1558–1577 Zbyněk Berka z Dubé na Zákupech
- 1583–1609 (24. 5.) Kryštof Popel z Lobkowicz zvaný Tlustý na Pátku a Tachově (28. 4. 1549 Horšovský Týn – 25. 5. 1609 Praha)[2]
- 1619–1620 Jan Vostrovec z Kralovic na Vlašimi
- 1623–1625 Vilém mladší Popel z Lobkowicz na Bílině (asi 1575 – 1. 1. 1647)[3]
- 1638–1640 Jan starší z Talmberka na Smilkově

## Seznam písařů královské komory Českého království
- 1479 Václav z Radovesic a z Kyj
- 1502 Matouš z Chlumčan